# Aspitha
Genre
Aspitha est un genre de lépidoptères de la famille des Hesperiidae, de la sous-famille des Pyrginae et de la tribu des Pyrrhopygini.

## Dénomination
Le genre Aspitha a été nommé par William Harry Evans en 1951.

## Sous-espèces
- Aspitha agenoria (Hewitson, 1876) ; présent en Bolivie et au Pérou.
- Aspitha aspitha (Hewitson, [1866]) ; présent au Brésil, au Suriname et en Guyane
- Aspitha bassleri (Bell, 1940) ; présent au Pérou.
- Aspitha leander (Boullet, 1912) ; présent en Colombie[1].